# Stenodus
Het  geslacht Stenodus vormt naast de geslachten Prosopium en Coregonus de onderfamilie van de houtingen. Dit zijn zalmachige vissen die behoren tot de orde van de Salmoniformes. Over de taxonomische status van de houtingen als onderfamilie bestaat geen consensus. Kottelat & Freyhof (2007) beschouwen de houtingen als aparte familie, gevormd door deze drie geslachten.

## Soortenlijst
- Stenodus leucichthys - (Güldenstädt, 1772) - Uitgestorven
- Stenodus nelma - (Pallas, 1773) - Nelma